# Neolophonotus angustibarbus
Neolophonotus angustibarbus là một loài ruồi trong họ Asilidae. Neolophonotus angustibarbus được Loew miêu tả năm 1858. Loài này phân bố ở vùng nhiệt đới châu Phi.